# Buchtarma vattenkraftverk
Buchtarma vattenkraftverk (kazakiska; Бұқтырма Су Электр Стансасы, Buchtarminskaja GES) är ett vattenkraftverki i floden Irtysj i Kazakstan. Det ligger fem kilometer uppströms staden Serebrjansk i provinsen Östkazakstan. "Buchtarma" är ett kakaziskt ord som kan översättas med "hinder" eller "blockering". Den 90 meter höga Bukhtarmadammen ligger några kilometer nedströms den plats där floden Buchtarma tidigare utmynnade i Irtysj. 
Kraftverket har nio enskilda turbiner med en sammanlagd effekt på 675 megawatt och två generatorer med kapacitet på  2,77 miljarder kilowattimmar per år. Det uppfördes under tiden inom Sovjetunionen och togs i drift 1960.
Det drivs av det kakaziska gruvföretaget Kazzinc LLC under ett långsiktigt koncessionsavtal till 2022. Kazzinc driver också Tekkalins kolkraftverk och Karatals vattenkraftverk på sju megawatt.
Buchtarma vattenkraftverk används för att generera toppkraft i landets stamnät för att reglera tillgången på elektricitet.

## Bildgalleri

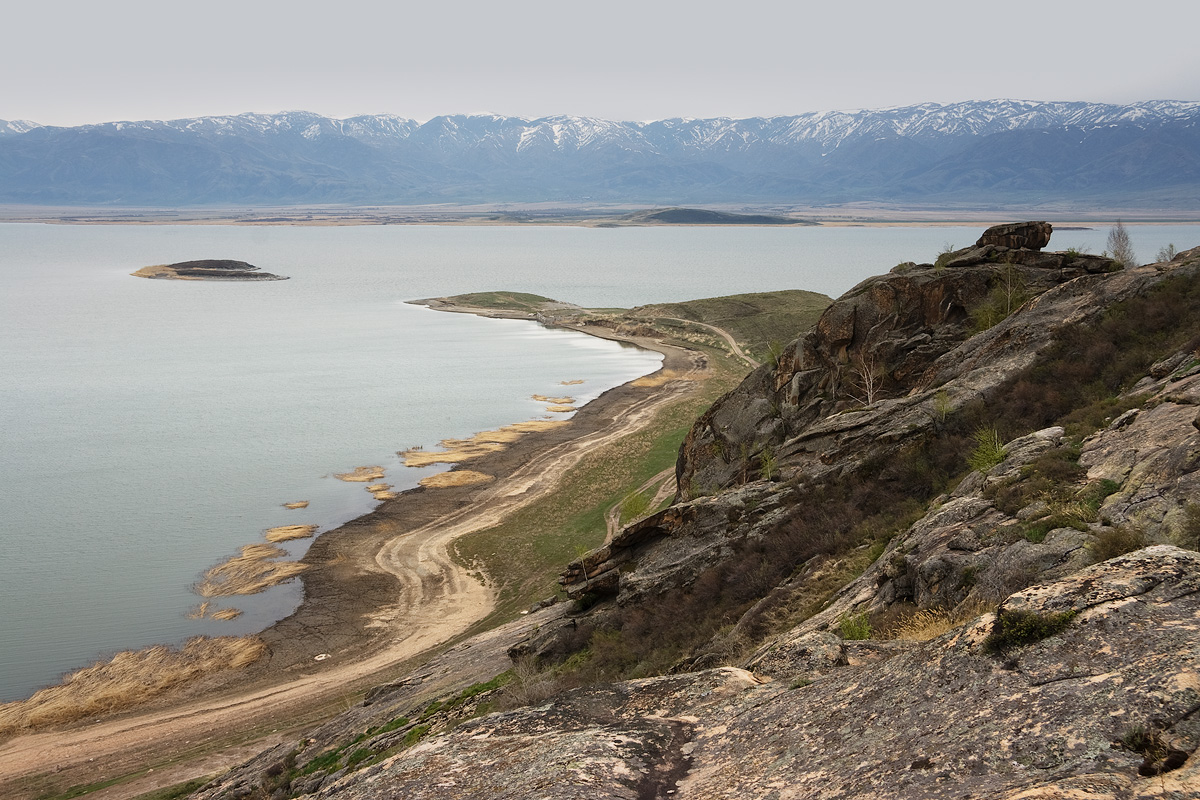
Buchtarmadammen
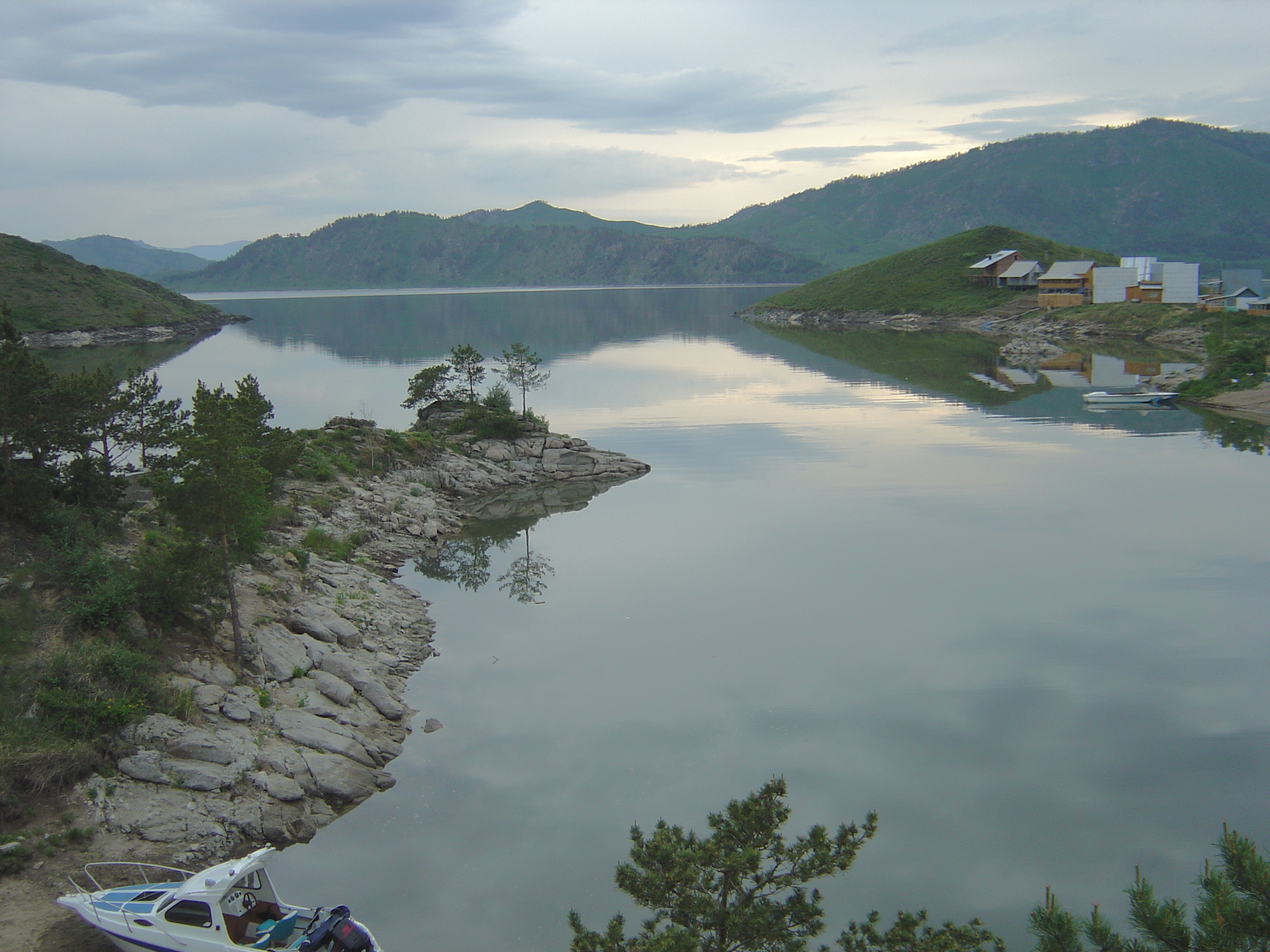
Buchtarmadammen